# 마리아 에를리히
마리아 에를리히(Maria Ehrich, 1993년 2월 26일 ~ )는 독일의 배우이다.

## 출연 작품
- 에머랄드 그린 (2016)
- 더 글라스블로우어 (2016)
- 트와일라잇 오버 버마 (2015)
- 사파이어 블루 (2014)
- 루비 레드 (2013)
- 사랑의 국경선 (2007)
- 달려라 루디 (2007)
- 내 동생은 강아지 (2004)